# Hans Luther
Hans Luther (Berlim, 10 de Março de 1885 — Düsseldorf, 11 de Maio de 1962) foi um político alemão.
Ocupou o cargo de Reichskanzler (Chanceler da República de Weimar) de 15 de Janeiro de 1925 até 12 de Maio de 1926. Ocupou brevemente o cargo de Reichspräsident (Presidente da Alemanha) com o falecimento de Friedrich Ebert.

## Vida e trabalho

### Estudo
Em 1904, Luther se formou em direito em Kiel, Genebra e Berlim, com um doutorado. Ele foi membro das Associações de Ginástica Acadêmica ATV Ditmarsia Kiel e ATV Kurmark Berlin.

### Política local
No início, ele embarcou em uma carreira administrativa e foi vereador em Magdeburg de 1907 e prefeito de Essen de 1918 a 1922. Em 1907 ele se casou com sua primeira esposa Gertrud Schmidt, com quem teve três filhas. O casamento terminou em 1924. Durante sua gestão em Essen, Luther fundou-o em 1919 junto com o engenheiro civil e editor técnico Heinrich Reisner, o químico Franz Fischer e o banqueiro Wilhelm von Waldthausena ainda existente "Sociedade para a Ciência e a Vida na Área Industrial Renano-Vestefália" como a nova "empresa guarda-chuva para os empreendimentos científicos, culturais e econômicos", da qual, anos mais tarde, se originou a iniciativa para o estabelecimento da Casa da Tecnologia em Essen.

### Reichsminister
De dezembro de 1922 a outubro de 1923, como um não-parte que era perto do DVP, ele era Reich Ministro para a Alimentação e Agricultura nos Cuno e Stresemann I armários. Esteve então no Stresemann II (6 de outubro a 30 de novembro de 1923), Marx I (a 26 de maio de 1924) e Marx II (a 15 de janeiro de 1925) Gabinetes Ministro da Fazenda. Nessa função, ele contribuiu para a consolidação cambial pós-hiperinflação. Isso também aconteceu pelo fato de ele ter nomeado Hjalmar Schacht como Comissário da Moeda do Reich, que mais tarde sucedeu Rudolf Havenstein como Presidente do Reichsbank.

### Chanceler

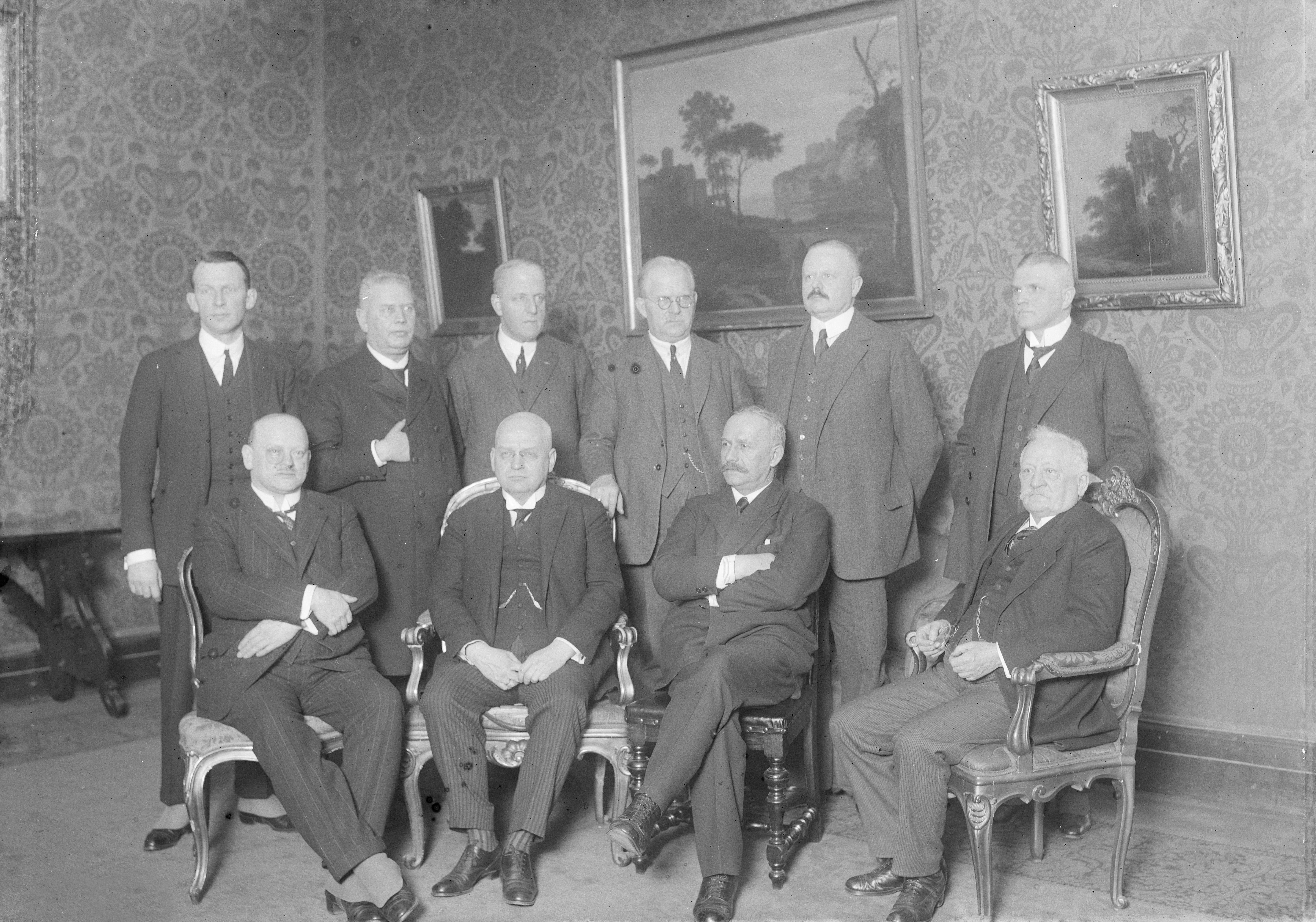
Gabinete do Reich Luther I 1925

A partir de janeiro de 1925, Lutero chefiou um governo de coalizão burguesa (Gabinete Lutero I) como Chanceler do Reich, que, além do Centro, BVP, DDP e DVP, pertenceram pela primeira vez ao DNVP nacional de direita. Como Chanceler do Reich, ele tentou restringir os direitos do parlamento em favor do governo. A coalizão ruiu depois que o Pacto de Locarno foi assinado quando o DNVP saiu, mas Lutero continuou a servir como chefe de governo em um governo de minoria burguesa que existiu de 20 de janeiro de 1926 a 18 de maio de 1926 (gabinete de Lutero II).
No oitavo ano da República de Weimar, a falta de uniformidade nacional tornou-se cada vez mais evidente. O objetivo do presidente do Reich, von Hindenburg, era criar pelo menos um mínimo de identificação com a estrutura do estado que emergiu da monarquia. Para fazer isso, ele se voltou para a bandeira nacional. O artigo 3 da Constituição de Weimar diz: “As cores do império são preto, vermelho e dourado. A bandeira comercial é preto-branco-vermelho com as cores imperiais no canto superior esquerdo. "(Consulte Gösch (cliente da bandeira). Assim, havia bandeiras diferentes para as representações oficiais do Reich no exterior e os navios mercantes alemães. Para acabar com essa dualidade, Hindenburg pediu a Lutero que emitisse um decreto-bandeira correspondente, segundo o qual o jaque preto, vermelho e dourado deveriam ser introduzidos no mar. Lutero atendeu a esse pedido e provocou fortes protestos tanto de políticos quanto do restante da população. O presidente do Reich tentou intervir suavemente neste conflito. Em 9 de maio de 1926, ele escreveu uma carta aberta a Lutero. Nele, ele destacou que a única intenção da mudança era a disputa pela bandeira existente no exterior para terminar. Nada estava mais longe dele do que remover as cores nacionais determinadas pela constituição. No entanto, essa carta piorou a situação de Lutero do que ajudou. Agora ele também era acusado de ter mandado redigir o documento para transferir a responsabilidade política. Tão angustiado, o Chanceler agiu com tristeza. Em primeiro lugar, fez saber que o regulamento continuaria em vigor, mas não seria aplicável. Porém, quando o DNVP insistiu, ele disse exatamente o contrário. Como ele havia esnobado todos os campos políticos, houve um voto de desconfiança no parlamento, que resultou na deposição do Chanceler do Reich em 12 de maio de 1926. Isto foi seguido pelo Gabinete Marx III.

### Retirada da política
Lutero, que às vezes se referia a este evento como uma “queda da janela”, retirou-se da política ativa. Pouco tempo depois, ele foi nomeado para o conselho de diretores da Reichsbahn-Gesellschaft. Ele próprio avaliou a transferência de uma posição tão importante como uma das gentilezas do gabinete de Marx com o qual queria apoiá-lo no início de uma nova carreira. Nesse sentido, vale apenas a pena referir da sua actividade que se esforçou por abolir a terceira e a quarta classes dos automóveis ligeiros. No entanto, seu noivado aqui foi apenas parcialmente bem-sucedido. A quarta classe foi abolida em 7 de outubro de 1928, mas a terceira classe foi mantida. A introdução do sistema de duas classes, que ainda é válido hoje, não ocorreu na Europa até depois da Segunda Guerra Mundial em 1956. Cerca de dois anos depois de assumir seu cargo, ele teve que deixar o cargo novamente porque a Prússia era reivindicando seu lugar. No entanto, Lutero só renunciou depois de perder um julgamento no tribunal estadual.
Nos anos seguintes, ele assumiu vários cargos em conselhos de supervisão e outras áreas da economia financeira e industrial. Acima de tudo, porém, ele se dedicou ao pacto para a renovação do império. Constituído em janeiro de 1928, Lutero foi membro fundador e o primeiro presidente na história do convênio. Mais tarde, esta Reich Reform Association foi frequentemente referida em público como "Lutherbund". O objetivo central era superar a divisão existente entre o estado e a Prússia. Supunha-se que a Prússia estava perseguindo uma orientação estatal hegemônica na construção nacional existente em detrimento de toda a nação. Uma divisão abrangente e desempoderamento foi proposta: embora a Prússia devesse manter seu conceito de estado e sua propriedade estatal por causa de seu significado histórico, ela deveria ser dividida em várias áreas independentes que deveriam receber o título de províncias imperiais. Essas entidades teriam exercido os poderes imobiliários e administrativos. Ele só encontrou um novo emprego permanente, como ele próprio o chamava, quando foi nomeado para a gestão conjunta do grupo conjunto de bancos hipotecários alemães estabelecido em 1924 em 1929. Esta posição deu-lhe a oportunidade de obter uma visão profunda da estrutura dos membros, bem como de outros institutos alemães.

### Presidente do Reichsbank

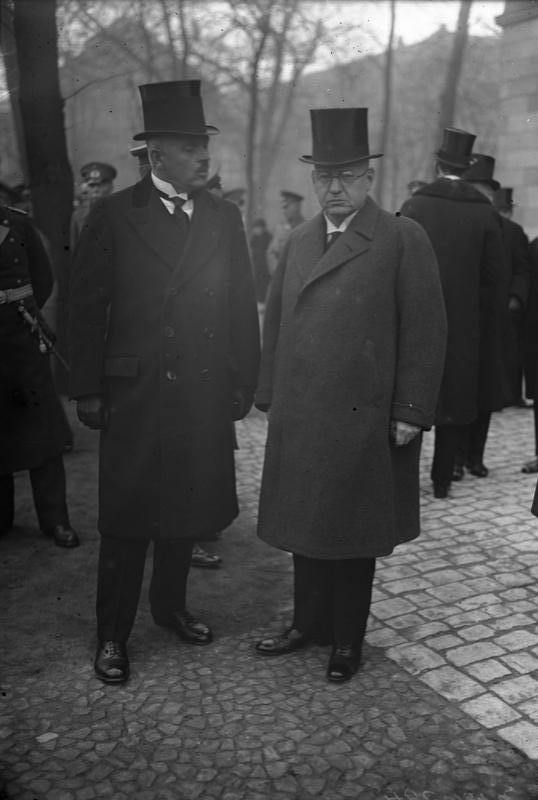
Otto Geßler (esquerda) e Hans Luther (direita)

Lutero era membro desse órgão havia apenas nove meses quando Hjalmar Schacht renunciou ao cargo de presidente do Reichsbank. No interesse da moeda, o Gabinete do Reich em torno do chanceler Müller tentou encontrar um sucessor rapidamente. Dois candidatos concorreram às eleições. Além de Lutero, o nome de Carl Melchior também entrou em cena. Houve um debate de gabinete no qual cada ministro teve que nomear seu favorito pessoal e justificá-lo. A maioria era de opinião que o sucessor de Schacht não deveria ser um social-democrata nem um judeu, o que colocou Melchior fora da disputa. Luther foi eleito para o Conselho Geral do Reichsbank em 11 de março de 1930. No dia seguinte, foi nomeado presidente do Reichsbank. Para evitar a possível impressão de conflitos de interesse, ele renunciou à gestão comunitária e também renunciou à presidência da Federação para a Renovação do Reich. Os sucessores de Lutero à frente do sindicato foram Siegfried von Roedern, que pertencia ao NSDAP desde 1935, e então o ex-ministro do Reichswehr Otto Geßler.
Luther foi polêmico desde o início de seu novo emprego. Comparado a seu antecessor Schacht, ele era visto como fraco em liderança e muito dependente da diretoria do Reichsbank. Também foi criticado que ele não tinha carreira bancária, mas tinha formação política, o que levantava dúvidas sobre sua aptidão profissional. O próprio Hans Luther estava ciente de que os membros do conselho de diretores que liderava compartilhavam de tais reservas. No entanto, ele não pôde determinar quaisquer efeitos negativos na lealdade a ele ou em seu trabalho em geral.
Em 27 de março de 1930, o gabinete de Müller II renunciou e Heinrich Brüning tornou-se chanceler. Embora o estilo de trabalho de Brüning fosse caracterizado pela distância e contenção, uma relação estreita se desenvolveu entre ele e Lutero. A convite do Chanceler, o Presidente do Reichsbank participou das deliberações do Gabinete. Desta forma, uma coordenação importante entre o banco central e a liderança política do império poderia ser alcançada rapidamente. Lutero provavelmente teve seu maior teste no cargo de presidente do Reichsbank no contexto da crise bancária e de créditodo verão de 1931. Muito antes de acontecer, ele havia alertado sobre os perigos que surgiam da violação da chamada “ regra bancária de ouro ” no sistema de crédito alemão da época. De acordo com esta regra, o período de alienação de um capital emprestado deve coincidir com o seu tempo de retorno. A retirada de fundos de empréstimos vencidos por países estrangeiros sem uma entrada de divisas da mesma magnitude teria, portanto, causado um déficit de financiamento. Embora esses fatos fossem conhecidos, a real ocorrência da crise pegou o governo do Reich e o banco central completamente de surpresa.
Vários fatores desencadeantes podem ser citados para explicar como essa crise surgiu. O primeiro impulso veio do colapso do maior banco privado da Áustria em 11 de maio de 1931. A relevância desse evento para o Reich alemão surgiu das negociações sobre uma união aduaneira germano-austríaca que estavam ocorrendo naquela época. É por isso que o ministro das Relações Exteriores, Curtius, implorou por uma participação alemã no resgate do banco. Uma acirrada disputa diplomática já se abateu sobre os planos da união aduaneira, que só foi intensificada por este pedido. Embora a instituição de crédito tenha sido salva, a confiança internacional na Alemanha foi seriamente prejudicada por esse movimento político. O segundo fator importante foram as disputas sobre a conveniência de uma etapa de revisão na questão das reparações. O objetivo era reduzir os encargos que o Reich alemão teve de fazer como compensação e reparação pelas consequências da Primeira Guerra Mundial. Embora os oponentes da revisão tenham conseguido convencer o Chanceler do Reich, o governo do Reich formulou a declaração anexa ao decreto de emergência de 5. Junho de 1931 descontente com a vontade expressa de Lutero, de modo que fora das fronteiras alemãs surgiram dúvidas sobre os reais objetivos do Reich. Como resultado, o capital estrangeiro se retirou.
As consequências econômicas foram enormes. As deduções cambiais que o Reichsbank teve que registrar eram tão altas que o limite de cobertura legalmente permitido não foi atingido. Várias instituições financeiras também passaram por dificuldades econômicas. Entre outras coisas, o DANAT-Bank e o Dresdner Bank tiveram querelatar sua insolvência. Lutero concordou com o Gabinete do Reich que, para salvaguardar a situação, os dias 14 e 15 de julho de 1931 seriam declarados feriados e os balcões dos bancos permaneceriam fechados nesses dias. Com relação ao déficit de cobertura, ele tentou convencer os presidentes dos mais importantes bancos centrais europeus a conceder à Alemanha um empréstimo de redesconto. No entanto, esses esforços foram malsucedidos. Em última análise, foram encontradas as medidas decisivas para superar a crise a nível político.
Devido à sua disposição de tomar empréstimos maciços, ele apoiou o programa de criação de empregos de Adolf Hitler, mas falou contra o fato de que mais empréstimos também deveriam ser feitos para armamentos.
Em 17 de março de 1933, ele foi substituído por Hjalmar Schacht.
Durante sua gestão como presidente do Reichsbank, Luther foi provavelmente devido à sua polêmica política monetária em 9 de abril de 1932 na estação de Potsdamer, ligeiramente ferido em um ataque com arma de fogo do advogado Max Roosen e um cúmplice.

### Embaixador do Reich Alemão
Durante o tempo do nacional-socialismo, Lutero foi o alemão embaixador do EUA a partir de 15 de abril de 1933 para 1937 como o sucessor do renunciou Friedrich-Wilhelm von Prittwitz e Gaffron.

### Pós-guerra
Após a Segunda Guerra Mundial, ele atuou como presidente de vários cargos sobre o desenvolvimento do sistema bancário da Alemanha Ocidental e do Comitê de Especialistas de 1952-1955 sobre a delimitação dos Länder na discussão da repartição por país envolvido.
Também a partir de 1952 ele trabalhou como professor honorário de ciência política na Universidade de Política de Munique. Em 1953 casou-se com Gertrud Mautz pela segunda vez. Em 1960, Lutero publicou suas memórias com o título “Políticos sem partido”.

## Curiosidades
O Hans-Luther-Allee em Essen foi nomeado em sua homenagem.
Hans Luther é descendente de Jakob Luther, irmão de Martin Luther.
Sua propriedade está nos Arquivos Federais.